# Six Flags Darien Lake
Koordinaten: 42° 55′ 43″ N, 78° 23′ 6″ W
Six Flags Darien Lake ist ein amerikanischer Freizeitpark der bekannten Freizeitparkgruppe Six Flags. Der 4,9 km² große Park befindet sich in Darien Center, New York, und wurde 1981 als Darien Lake eröffnet. 1999 fand die Umbenennung in Six Flags Darien Lake statt, 2007 wieder in Darien Lake und 2019 schließlich wieder in Six Flags Darien Lake.

## Attraktionen

### Achterbahnen
| Name          | Typ                             | Hersteller       | Eröffnungsjahr |
| ------------- | ------------------------------- | ---------------- | -------------- |
| Boomerang     | Shuttle Coaster                 | Vekoma           | 1998           |
| Hoot N Holler | Familienachterbahn              | Zierer           | 1981           |
| Mind Eraser   | Inverted Coaster                | Vekoma           | 1997           |
| Moto Coaster  | Launched Coaster                | Zamperla         | 2008           |
| Predator      | Holzachterbahn                  | Dinn Corporation | 1990           |
| Ride of Steel | Hyper Coaster                   | Intamin          | 1999           |
| Tantrum       | Stahlachterbahn mit Inversionen | Gerstlauer       | 2018           |
| Viper         | Stahlachterbahn mit Inversionen | Arrow Dynamics   | 1982           |

#### Ehemalige Achterbahnen
| Name                      | Typ                              | Hersteller  | Eröffnung | Schließung |
| ------------------------- | -------------------------------- | ----------- | --------- | ---------- |
| Nightmare At Phantom Cave | Stahlachterbahn ohne Inversionen | Schwarzkopf | 1996      | 1998       |

### Weitere Attraktionen
- Blast Off[11] (S&S Space Shot)
- Red Hawk[12] (SkyCoaster)
- Rolling Thunder[13] (Larson International Giant Loop)
- Slingshot[14] (Funtime Slingshot)